# هاوارد استورم
هاوارد استورم (انگلیسی: Howard Storm؛ زادهٔ ۱۱ دسامبر ۱۹۳۱) بازیگر و کارگردان فیلم و تلویزیون اهل ایالات متحده آمریکا است.
از فیلم‌هایی که وی در آن نقش داشته است، می‌توان به برادوی دنی رز اشاره کرد.